# 숄반 카라올

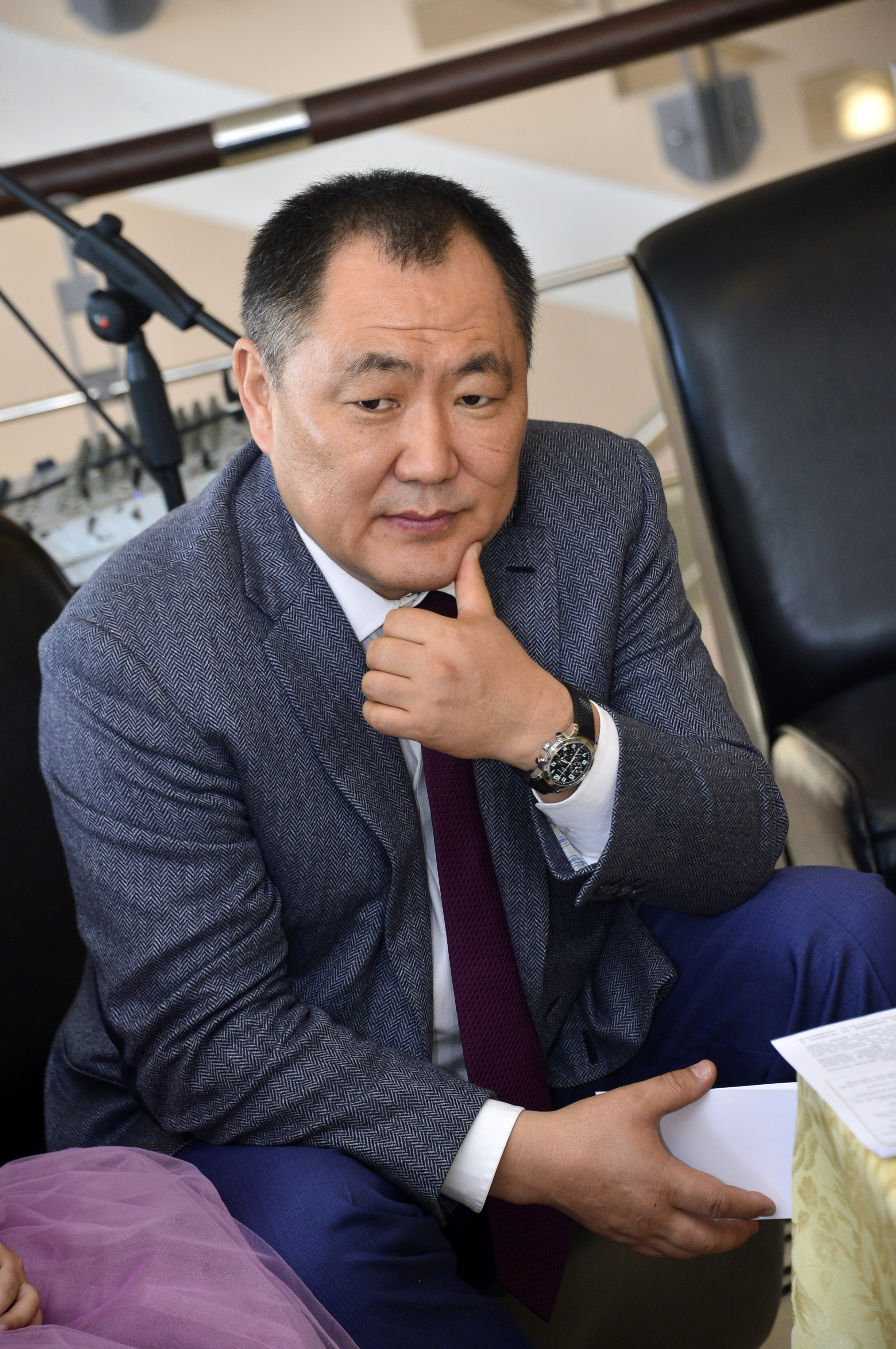
숄반 카라올

숄반 발레리예비치 카라올(러시아어: Шолбан Валерьевич Кара-оол, 1966년 7월 18일 ~ )은 러시아 투바 공화국의 제2대 대통령(2007년 4월 6일 ~ 현재)이다. 소속 정당은 통합 러시아이다.

## 생애
카라올은 1966년 7월 18일 투바 자치 소비에트 사회주의 공화국의 울루그-켐스키구 초두라 마을에서 투바인 가문에서 태어나 생애 대부분을 투바에서 보냈다. 그는 스포츠 강사로 수년을 보냈고 결국 공학을 시작했다.
1998년부터 연방평의회 의원, 외교위원회 부위원장을 역임했다. 2001년 12월 그는 의회 의원직을 사임한 후 세 번째 소집에서 투바 공화국의 대의원으로 선출되었다.
2002년 3월 17일, 그는 22%의 득표율로 공화국 수반이자 정부 의장직에 출마했으나 전 투바 셰리굴 오르자크 대통령(53%)에게 패했다. 그 후 그는 투바 공화국 정부의 제1 부의장직을 맡았고, 2003년 9월부터 2005년 1월까지 투바 공화국의 무역, 소비자 서비스 및 기업가 정신 개발부 장관을 역임했다.
2007년 4월, 그는 투바 공화국 정부의 의장이 되었다. 이 직위에서 숄반 카라올의 첫 번째 단계 중 하나는 투바 인민공화국의 창시자인 몽구시 부얀바디르지(Mongush Buyan-Badyrgy)를 완전히 복권하는 것이었다.
2013년부터 주지사의 프로젝트인 "하나의 마을 - 하나의 농산물"이 투바에서 시행되었다. 즉, 각 자치단체의 자원을 연구한 다음 경쟁력 있는 농산물 생산을 개시하고 개발하는 것이다. "젊은 가족을 위한 키슈타그(Kyshtag)"라는 또 다른 프로젝트는 젊은 마을 사람들이 가족 가축 농장을 조직하도록 돕는 것을 목표로 했다. 카라올 행정부의 다른 계획에는 교육에 남성을 (재)참여하고 투바에서 남성 교사 수를 늘리는 것, 스포츠 인프라, 휴양지, 문화 및 천연 기념물 개발이 포함된다.
2016년 5월 23일, 그는 같은 해 9월에 즉석 선거를 치르기 위해 자신의 요청으로 사임했다. 그는 나중에 투바 공화국의 수장으로 선출되어 2016년 9월 22일부터 2021년 4월 7일까지 그 직책을 맡았다.
2021년 4월 7일, 블라디미르 푸틴 대통령은 투바 공화국 수장의 요청에 따라 사임을 수락했다. 카라올은 전 크즐 시장이었던 블라디슬라프 코발리그가 계승했다.

## 제재
카라올은 러시아-우크라이나 전쟁과 관련하여 2022년 영국 정부의 제재를 받았다.